# Peggy (film din 1916)
Peggy (cunoscut și ca The Devil's Pepper Pot) este un film american mut de comedie de basm din 1916, produs și regizat de Thomas Ince⁠(d), cu Billie Burke în debutul său cinematografic.

## Rezumat
Filmul o urmărește pe Peggy Cameron (Burke), o debutantă americană tânără și plină de spirit, care este trimisă să-și viziteze unchiul Andrew (William H. Thompson) și vărul Colin (Charles Ray) în Scoția.

## Distribuție
- Billie Burke ca Peggy Cameron
- William H. Thompson ca Andrew Cameron
- William Desmond ca reverendul Donald Bruce
- Charles Ray -  Colin Cameron
- Nona Thomas ca Janet McLeod
- Gertrude Claire ca doamna Cameron
- Cu adevărat Shattuck ca doamna Van Allyn
- Claire Du Brey (necreditată)

## Producție

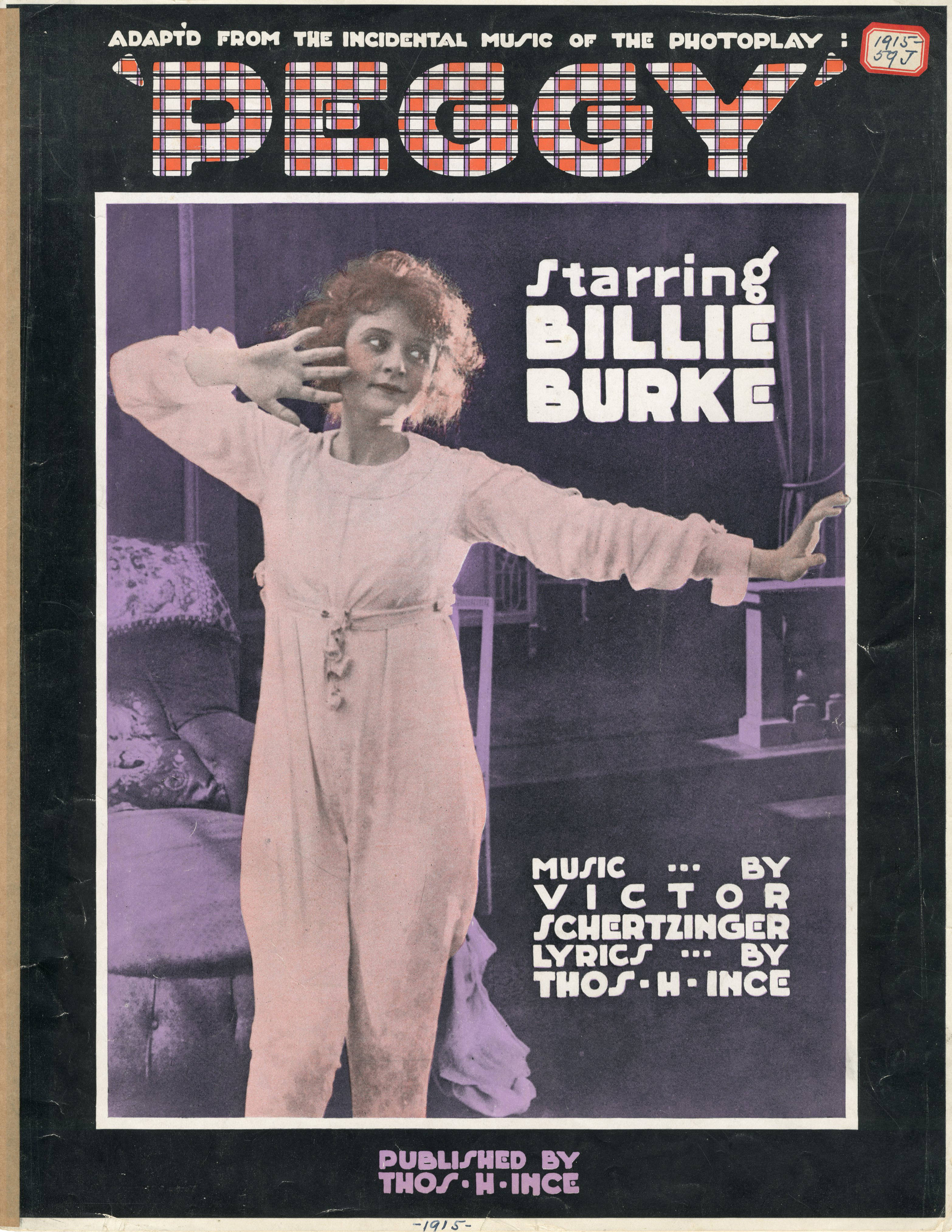
Partitura cântecului Peggy

Triangle Film Corporation este producătorul filmului.Victor L. Schertzinger⁠(d) a compus partitura filmului. Odată cu lansarea filmului, a fost publicată partitura unui cântec, Peggy, prima dată când a fost scrisă și publicată o melodie bazată pe muzica de scenă. Coperta partiturii îl arată pe Schertzinger ca compozitor și pe Ince ca textier.